# ICE L
Az ICE L egy távolsági vonat, amelyet a spanyol Patentes Talgo cég épít a német DB Fernverkehr vasúttársaság számára, és a tervek szerint 2024-től áll forgalomba. A vonat nevét 2021-ben változtatták meg a korábbi ECx munkacímről, az L az alacsonypadlós belépést jelenti. Magukat a szerelvényegységeket a gyártó Talgo 230 néven emlegeti. Ezek a régi Intercity (IC) vonatokat váltják majd fel.

## Megrendelés
2015 novemberében sajtóközleményben jelentették be, hogy a Deutsche Bahn az Intercity 2 emeletes vonatok mellett távolsági kocsik beszerzését is tervezi. Ezeket nemzetközi útvonalakon és nem villamosított vonalakon való közlekedésre szánták, és az Intercity 2 kocsik 160 km/h-s maximális sebességénél nagyobb sebességgel rendelkeztek volna. A vonatkozó keretszerződésre vonatkozó ajánlattételi felhívás 2017. március 2-án jelent meg.
2019 februárjában a Deutsche Bahn keretszerződést írt alá a spanyol Patentes Talgo gyártóval. Richard Lutz, a Deutsche Bahn elnöke bejelentette, hogy a legjobb ajánlatot választották ki, a Handelsblatt azonban arról számolt be, hogy a Patentes Talgo volt az egyetlen ajánlattevő. A keretszerződés legfeljebb 100 szerelvény szállítására vonatkozik, és az első felhívásban 23 szerelvényt rendeltek meg, amelynek összköltsége mintegy 550 millió euróra tehető. Egy-egy vonat így mintegy 24 millió euróval jóval olcsóbb, mint egy ICE.
Az új gördülőállományt 2019 március közepén mutatták be a nyilvánosságnak, ECx munkacímen. Minden szerelvény 256 méter hosszú lesz, és 1 mozdonyból és 17 csuklós kocsiból áll majd. Minden kocsi egytengelyes forgóvázzal kapcsolódik a szomszédos kocsihoz, kéttengelyes forgóvázak csak a szerelvény mindkét végén vannak. Ezáltal minden vonat 20 tengelyt kap, a hozzá tartozó mozdony tengelyein kívül. Minden egységet egy többrendszeres, elektromos Talgo Travca mozdonnyal szállítanak (19,5 m, 4 tengely, 72 t). Az egytengelyes kocsiszerkezet 425 tonnás tömeget tesz lehetővé - ami viszont valamivel könnyebb, mint egy rövidebb, hét kocsiból álló ICE 4. A bejárati és padlómagasság mindenütt 76 cm, ami lehetővé teszi a lépcsőmentes feljutást a megfelelő peronokról, és a lépcsőmentes közlekedést a vonaton belül.
A Deutsche Bahn és a Szövetségi Közlekedési és Digitális Infrastruktúraügyi Minisztérium bejelentette, hogy a jövőben a távolsági személyszállító járművekre kiírt valamennyi pályázaton azonos akadálymentesítési követelményeket (76 cm-es lépcsőmentes be- és átjárás) fogalmaz meg.
2022 elején bejelentették, hogy az első kocsik leszállítására csak 2024-ben, a 105-ös sorozatú mozdonyokéra pedig csak 2025-ben kerül sor, nem pedig 2023-tól, ahogyan eredetileg tervezték. A gyártó ezt a COVID-19 járvány hatásaival indokolta. E késedelmek miatt a Siemens-től bérelt Vectron gépeket kell használni a Berlin-Amszterdam összeköttetésen, amíg a mozdonyokat le nem szállítják. Ezenkívül a WTB rendszert "ÖBB-WTB" rendszerre változtatták, hogy a Talgo vonatokat több mozdonysorozattal is használni lehessen. Ezt a rendszert többek között a Siemens Vectron és a Railjet is használja. A Danske Statsbaner Talgója is megkapja az ÖBB-WTB-t. A DB és az ÖBB megállapodott ebben a rendszerben, így bizonyos egységesítés valósul meg.
Az Oberstdorf és Westerland (Sylt) felé vezető, nem villamosított vonalakon a DB Fernverkehr Siemens Vectron Dual Mode mozdonyokat tervez használni.

## A vonat kialakítása és felszerelése
Az ICE L szerelvényeket 230 km/h sebességű közlekedésre fogják tanúsítani, és a szállított Talgo Travca mozdony, vagy bármely más dízel- vagy villanymozdony vontathatja őket. Az egyes kocsik rövidebbek, mint a tipikus vasúti kocsik, hogy elkerüljék az egytengelyes kialakításból adódó túlzott tengelyterhelést, ahogy az a Talgo kialakításra jellemző.
Mindegyik vonatszerelvény 477 másodosztályú és 85 első osztályú üléssel, három kerekesszékes férőhellyel, nyolc kerékpárral használható férőhellyel, külön kisgyermek- és családi területtel, valamint játszótérrel ellátott területtel rendelkezik majd. A vonatokat WLAN-nal, fedélzeti szórakoztató rendszerrel (ICE portál), számos, valós idejű adatokat szolgáltató utastájékoztató rendszerrel és rengeteg csomagtérrel szerelik fel. Az ICE L vonatok mindegyike a DB szokásos szabványának megfelelő étkezőkocsival lesz felszerelve. A lépcsőmentes beszállás a megfelelően kialakított peronokon a folyamatos 76 cm-es beszállási és padlómagasságnak köszönhetően lehetséges - ez megfelel az egyik szabványos európai peronmagasságnak. Ez hozzájárul az akadálymentesítéshez Németországban és Hollandiában.

## Üzemeltetés

### Tervezett szolgáltatások
DB Fernverkehr plans to use the new trains on the following routes:

#### Egész évben
- Berlin–Amsterdam

#### Szezonális
- Köln–Oberstdorf (tél)
- Berlin–Westerland (Sylt) (nyár)
- Köln–Westerland (Sylt) (nyár)
- Karlsruhe–Westerland (Sylt) (nyár)

A Deutsche Bahn tájékoztatása szerint a vonatokat a 2023/24-es menetrendváltástól fokozatosan állítják forgalomba, és először a Berlin-Amszterdam útvonalon, majd 2024 nyarától a Berlin, Köln, Karlsruhe és Westerland közötti üdülőjáratokon jelennek meg. A Berlin-Amszterdam útvonalon a tervek szerint az InterCity vonatok menetideje 30 perccel rövidül majd.